# یاندو
یاندو اودانتا (به انگلیسی: Yondu Udonta) یا مختصراً یاندو، یک شخصیت خیالی در کتاب‌های کامیک منتشر شده توسط مارول کامیکس است. این شخصیت توسط نویسنده آرنولد دریک و طراح جین کولان خلق شده‌است و برای اولین بار در شمارهٔ ۱۸ از نخستین جلد مجموعه مارول سوپر-هیروز (ژانویه ۱۹۶۹) حضور پیدا کرد. نسخه اصلی این شخصیت به عنوان آخرین بازمانده از نژاد خود در سدهٔ ۳۱، و یکی از بنیانگذاران گروه اولیه نگهبانان کهکشان در زمین-۶۹۱ به تصویر کشیده شده‌است.
مایکل روکر نقش شخصیت یاندو را در فیلم‌های نگهبانان کهکشان (۲۰۱۴) و دنبالهٔ آن نگهبانان کهکشان بخش ۲ (۲۰۱۷) ایفا کرده‌است.